# 혼숨 (영화)
"혼숨"은 2016년에 개봉한 대한민국의 영화이다.

## 캐스팅
- 류덕환 : 야광 역
- 조복래 : 박PD 역
- 이수빈 : 선영 역
- 홍예은 : 혜진 역
- 조석현 : 무당 역
- 조혜원 : 편의점 알바녀 역
- 정순원 : 경진 역
- 김광섭 : 혁수 역
- 박윤호 : 고시원 직원 역
- 김원식 : 선장 역
- 김강일 : 일본 방송 피디 역
- 이규현 : 무인도 할아버지 역
- 김예원 : 무인도 소녀 시체 역
- 남태부 : 알바녀 동생 역
- 신영규 : 정류장 고등학생 1 역
- 조권상 : 정류장 고등학생 2 역
- 이나현 : 정류장 고등학생 3 역
- 김가현 : 정류장 고등학생 4 역
- 배상돈 : 선영학교 선생님 역
- 노승환 : 혼숨 동영상 침대남 역
- 조은비 : 혼숨 동영상 거실여 역
- 정성일 : 혼숨 동영상 영상통화남 역
- 박형서 : 무덤귀신 분장남 역
- 이규섭 : 무덤경비 역
- 노승환 : 독서실 총무 역
- 유혜민 : 독서실 여학생 역
- 형진환 : 독서실 남학생 역
- 김정섭 : 독서실 사장 역
- 전지원 : 원주요정 1 역
- 장윤정 : 원주요정 2 역
- 한동희 : 그림자 남자 소리 역
- 임예진 : 그림자 여자 소리 역
- 김옥자 : 굿판 춤추는 할머니 역
- 송월 : 굿판 재금 연주자 역
- 한옥경 : 굿판 장구 연주자 역
- 한경철 : 굿판 징 연주자 역
- 유경진 : 굿판 피리 연주자 역
- 문학진 : 야광 대역 역

## 같이 보기
- 곤지암
- 모큐멘터리